# Mobile ad hoc networks
Mobile ad hoc networks,  ou MANET, est le nom d'un groupe de travail de l'IETF, créé en 1998/1999, chargé de standardiser des protocoles de routage basés sur la technologie IP pour les réseaux ad hoc sans fil.
MANET fait aussi référence aux réseaux sans infrastructure dans lesquels toutes les stations peuvent être mobiles.
Depuis la naissance de ce groupe de travail, le nom propre MANET est parfois utilisé comme nom commun pour désigner un réseau ad hoc, spécialement dans les pays anglophones.

## Description
Dans un premier temps, le groupe de travail s'est attaché aux questions de performances dans les réseaux ad hoc et au développement d'une série de protocoles de routage alors expérimentaux, tant dans la famille des réactifs (AODV, DSR) que des proactifs (OLSR, TBRPF), ou bien encore des hybrides (ZRP).
À partir de cet ensemble de protocoles et d'une certaine expérience acquise, MANET a d'une part introduit certains de ces protocoles dans les standards d'Internet et d'autre part travaillé sur les différentes approches proposées par la communauté scientifique.

## Travaux
Les premiers travaux ont donné lieu à la RFC informatif 2501 qui souligne l'utilité d'un nouveau protocole de routage pour les réseaux ad hoc mobiles.

## Applications
Une application classique est la mise en communication d'unités de secours sur des zones larges, par exemple lors de catastrophes naturelles.
Une autre application est  militaire, puisqu'un tel réseau peut être utilisé pour assurer la liaison entre les différentes unités d'une armée. Son utilisation dans les mini-drones de reconnaissance s'est imposée car permettant une flexibilité et une robustesse  (multi-hop routing avec chiffrement AES 256) accrue du réseau (par exemple sur le Bramor C4EYE de C-Astral).
Les réseaux de capteurs (sensor-networks en anglais), qui sont  des réseaux ad hoc où les nœuds incluent des capteurs, par exemple de température, sont une autre application très en vue dans plusieurs domaines, y compris celui des réseaux domestiques (home networks en anglais).
Enfin, les réseaux ad hoc s'inscrivent plus largement comme un des outils de base de l'informatique omniprésente (ubiquitous computing en anglais).

## Protocoles existants
- Proactifs : Routes maintenues périodiquement 
  - FSR
  - OLSR
  - DREAM
  - DSDV
  - Babel
- Réactifs : Construction de la route à la demande
  - AODV
  - DSR
  - RDMAR
- Hybrides : Proactifs en local + Réactifs en extérieur
  - ZRP
  - ToRA
- Hiérarchique : Basé sur une structure spécifique autour d’entités élues pour des rôles particuliers
  - HSR
  - VSR
  - CBRD
- Géographique : Utilisation d’information sur la position des nœuds mobiles.
  - Algo-glouton
  - LAR
  - FACE (GPSR)
  - GRID
  - ZHLS

## Multicast et réseaux MANETs
De nombreux protocoles de routages unicast ont été développés spécifiquement pour les réseaux MANETs, il en est de même pour les protocoles de routage multicast. La mobilité accrue des nœuds de ce type de réseaux, ne permet pas d’utiliser un protocole multicast habituel comme dans les réseaux filaires. En effet, PIM-SM par exemple, construit pour chaque groupe un arbre de diffusion unidirectionnelle, chaque arbre prenant racine sur un nœud spécifique appelé point de rendez-vous ou RP (Rendez-vous Point). Le problème est que tous les nœuds étant égaux dans les réseaux MANET, et tous étant très mobiles ; comment élire un RP qui ne risque pas de disparaître. Soit en se déconnectant tout simplement, soit en se déplaçant à l’autre bout du réseau. De plus, la topologie de ce type de réseau changeant continuellement ; comment utiliser un arbre qui sera continuellement à reconstruire. Dans cette optique, les réseaux MANETs obligent donc à proposer de nouveaux protocoles de routage multicast, basés le plus souvent sur leur équivalent unicast. Qu’ils soient proactifs, réactifs, hybrides, ou géographiques.